# Джейн Смайли
Джейн Смайли (на английски: Jane Smiley) е американска университетска преподавателка, литературна критичка и писателка на произведения в жанра социална драма, исторически роман, исторически трилър, научна фантастика, детска литература и документалистика. Тя печели наградата „Пулицър“ за художествена литература през 1992 г. за романа си „Хиляда акра“.

## Биография и творчество
Джейн Смайли е родена на 26 септември 1949 г. в Лос Анджелис, Калифорния, САЩ, в семейството на Джеймс Смайли, военен, и Франсис Нуел, писателка. Израства в Уебстър Гроувс, Мисури, предградие на Сейнт Луис, където завършва средното си образование. Получава бакалавърска степен по английска филология през 1971 г. от Васар Колидж. После пътува една година в Европа и работи на археологически разкопки. После се връща в САЩ и получава магистърска степен по изкуства през 1975 г. и докторска степен през 1978 г. от Университета на Айова. Докато работи по докторската си дисертация, прекара една година в Исландия като стипендиант по програма „Фулбрайт“. В периода 1981 – 1996 г. е професор по английски език в Държавния университет на Айова, като преподава семинари по творческо писане на студенти и магистри. През 1996 г. се премества в Калифорния. От 2015 г. отново работи като преподавател по творческо писане в Калифорнийския университет в Ривърсайд.
Първият ѝ роман „Слепият хамбар“ (Barn Blind) е издаден през 1980 г., а историята му се фокусира върху отношенията между майка и нейните деца. През 1985 г. печели наградата „О. Хенри“ за разказа си „Лили“, който е публикуван в списание „Атлантик“. Става известна с известна с лиричните си произведения, които се съсредоточават върху семействата в пасторална среда.
През 1991 г. е публикуван романът ѝ „Хиляда акра“, история базирана на „Крал Лир“ на Уилям Шекспир. Бащата на семейството Лари Кук решава да прехвърли своите хиляда акра на трите си дъщери Джини, Роуз и Каролайн. Най-малката, от тях, Каролайн, адвокат в града, не е го приема с ентусиазъм, заради което баща ѝ я лишава от наследство, което предизвиква семейна драма и съдебно дело. Романът е сурова история от 80-те години за разпадането на семейството, за скритото под фасадата на благоденствието насилие, кръвосмешение и страх. Романът получава наградата „Пулицър“ за художествена литература през 1992 г. През 1997 г. е екранизиран в едноименния филм с участието на Джейсън Робардс, Мишел Пфайфър и Джесика Ланг, Дженифър Джейсън Лий и Колин Фърт.
Новелата ѝ „Възрастта на скръбта“ от 1987 г. е екранизирана във филма „Тайният живот на зъболекарите“ през 2002 г.
През 2001 г. писателката е избрана за член на Американската академия за изкуства и литература. Участва в литературните фестинали на книгата на „Лос Анджелис Таймс“, фестивала в Челтнъм, фестивала на литературата и изкуствата в Хей он Уай и много други. През 2006 г. печели наградата на американския ПЕН клуб за цялостното си творчество, както и наградата „Фицджералд“ за постижения в американската литература. През 2009 г. е председателства журито за престижната международна награда „Букър“.
Книгата „Десет дни в хълмовете“ (Ten Days in the Hills), е издадена през 2007 г Тя е по идеята на „Декамерон“ на Джовани Бокачо, а действието на историята се развива в Холивуд. В периода 2014 – 2015 г. е издадена поредицата ѝ „Последните сто години“, която е семейна сага за семейство от Айова в продължение на поколения.
Имала е три брака и има три деца.
Джейн Смайли живее със семейството си във ферма за коне в Калифорния.

## Произведения

### Самостоятелни романи
- Barn Blind (1980)[1][3][5]
- Duplicate Keys (1984)
- The Greenlanders (1988)
- A Thousand Acres (1991) – награда „Пулицър“
Хиляда акра, изд.: ИК „Обсидиан“, София (1999), прев. Матуша Бенатова
- At Paradise Gate (1993)
- Moo (1995)
- The All-true Travels and Adventures of Lidie Newton (1998)
- Horse Heaven (2000)
- Good Faith (2003)
- Ten Days in the Hills (2007)
- Ordinary Love (2008)
- Private Life (2010)
- Twenty Yawns (2016)
- Perestroika in Paris (2020)
- The Strays of Paris (2020)
- A Dangerous Business (2022)
Опасен бизнес, изд.: ИК „Обсидиан“, София (2023), прев. Надежда Розова

### Поредица „Последните сто години: семейна сага“ (Last Hundred Years: A Family Saga)
1. Some Luck (2014)[1][3]
2. Early Warning (2015)
3. Golden Age (2015)

### Участие в общи серии с други писатели

#### Поредица „Топло“ (Warmer)
7. The Hillside (2018)
от поредицата има още 6 романа от различни автори

### Новели
- Lily (2016)[1]

### Сборници
- The Age of Grief (1987)[1][3]
Възрастта на скръбта, сп. „Съвременник“ бр. 3 (1995), прев. Ирина Черкелова
- Ordinary Love and Good Will (1989)

### Документалистика
- Catskill Crafts (1987)[1][3]
- The Sagas of the Icelanders (2000)
- Charles Dickens (2002) – за Чарлз Дикенс
- A Year At the Races (2004) – мемоари
- Thirteen Ways of Looking at the Novel (2005)
- The Man Who Invented the Computer (2010)
- An Innocent Abroad (2014) – с Джон Беренд, Дейв Егърс, Ричард Форд, Пико Айер и Алегзандър Маккол Смит
- Better than Fiction 2 (2015) – със Софи Кънингам, Дейв Егърс, Алегзандър Маккол Смит, Лойд Джоунс, Фиона Кидман, Марина Левицка, и др.
- March Sisters (2019) – с Кейт Болик, Кармен Мария Мачадо и Джени Джан
- The Most Important Questions (2023)

### Екранизации
- 1995 Homicide: Life on the Street – тв сериал, 1 епизод[2]
- 1997 „Хиляда акра“, A Thousand Acres – по романа
- 2002 The Secret Lives of Dentists – по разказа The Age of Grief